# Cressat
 Cressat  es una comuna  (municipio) de Francia, en la región de Lemosín, departamento de Creuse, en el distrito de Guéret y cantón de Ahun.
Su población en el censo de 1999 era de 523 habitantes.
No está integrada en ninguna Communauté de communes.

## Demografía
| 648 | 765 | 702 | 647 | 552 | 523 |
| Para los censos de 1962 a 1999 la población legal corresponde a la población sin duplicidades (Fuente: INSEE [Consultar]) |     |     |     |     |     |